# Henrio
El henrio o henry (símbolo: H) es la unidad para la inductancia eléctrica en el Sistema Internacional de Unidades.
Si una corriente de 1 amperio que fluye a través de una bobina produce un enlace de flujo de 1 weber vuelta, esa bobina tiene una autoinductancia de 1 henry. La unidad lleva el nombre de Joseph Henry (1797-1878), el científico estadounidense que descubrió la inducción electromagnética independientemente y casi al mismo tiempo que Michael Faraday (1791-1867) en Inglaterra. 

## Historia
Antes de la introducción del SI, el actual Henry del SI se denominaba Henry absoluto, mientras que el Henry derivado de la definición de entonces del ohmio (internacional) se denominaba Henry internacional. Dado que las autoridades nacionales de normalización habían determinado diferentes factores de conversión en función de las normas de medición de las definiciones, existían diferentes valores numéricos nacionales para el ohmio internacional. En 1946, el International Committee for Weights and Measures fijó el ohmio internacional medio en 1,00049 Ω, que también es válido:
1 henry internacional medio = 1 Hint = 1.000 49 H
El henry internacional estadounidense también fue significativo:
1 henry internacional estadounidense = 1.000 495 H
Antiguamente, el Henry también se denominaba cuadrante, ya que 1 Henry en el sistema de unidades electromagnéticas CGS corresponde en dimensión y longitud a un cuadrante terrestres de 109 cm.

## Definición
Es la inductancia eléctrica de un circuito cerrado en el que se produce una fuerza electromotriz de 1 voltio, cuando la corriente eléctrica que recorre el circuito varía uniformemente a razón de un amperio por segundo. Su nombre fue dado en honor del físico estadounidense Joseph Henry.
{\displaystyle \displaystyle V(t)=L{\frac {dI}{dt}}},
donde V(t) es la tensión resultante a través del circuito, I(t) es la corriente a través del circuito, y L es la inductancia del circuito.
El henrio es una unidad derivada basada en cuatro de las siete unidades básicas del Sistema Internacional de Unidades: kilogramo (kg), metro (m), segundo (s) y amperio (A).
Expresado en combinaciones de unidades del Sistema Internacional, el henrio es:
{\displaystyle {\mbox{H}}={\dfrac {{\mbox{m}}^{2}\cdot {\mbox{kg}}}{{\mbox{s}}^{2}\cdot {\mbox{A}}^{2}}}={\dfrac {\mbox{Wb}}{\mbox{A}}}={\dfrac {{\mbox{V}}\cdot {\mbox{s}}}{\mbox{A}}}={\dfrac {{\mbox{J/C}}\cdot {\mbox{s}}}{\mbox{C/s}}}={\dfrac {{\mbox{J}}\cdot {\mbox{s}}^{2}}{{\mbox{C}}^{2}}}={\dfrac {{\mbox{m}}^{2}\cdot {\mbox{kg}}}{{\mbox{C}}^{2}}}=\Omega \cdot {\mbox{s}}}
Unidades:

A = amperio

V = voltio

C = culombio

J = julio

Wb = weber

kg = kilogramo

m = metro

s = segundo

Ω = ohmio
Se usa para medir el coeficiente de autoinducción (L) en las bobinas de los circuitos eléctricos, y el de inducción mutua (M) entre dos bobinas acopladas electromagnéticamente.

## Múltiplos
| Múltiplo | Nombre      | Símbolo |       | Múltiplo     | Nombre | Símbolo |
| -------- | ----------- | ------- | ----- | ------------ | ------ | ------- |
| 100      | henrio      | H       |       |              |        |         |
| 10¹      | decahenrio  | daH     | 10–1  | decihenrio   | dH     |         |
| 10²      | hectohenrio | hH      | 10–2  | centihenrio  | cH     |         |
| 103      | quilohenrio | kH      | 10–3  | mil·lihenrio | mH     |         |
| 10⁶      | megahenrio  | MH      | 10–6  | microhenrio  | µH     |         |
| 109      | gigahenrio  | GH      | 10–9  | nanohenrio   | nH     |         |
| 1012     | terahenrio  | TH      | 10–12 | picohenrio   | pH     |         |
| 1015     | petahenrio  | PH      | 10–15 | femtohenrio  | fH     |         |
| 1018     | exahenrio   | EH      | 10–18 | attohenrio   | aH     |         |
| 1021     | zettahenrio | ZH      | 10–21 | zeptohenrio  | zH     |         |
| 1024     | yottahenrio | YH      | 10–24 | yoctohenrio  | yH     |         |

## Usos
La inductancia de una bobina depende de su tamaño, el número de vueltas y la permeabilidad del material dentro y alrededor de la bobina. Se pueden usar fórmulas para calcular la inductancia de muchas disposiciones comunes de conductores, como cables paralelos o un solenoide. Una pequeña bobina de núcleo de aire utilizada para la sintonización de radio en AM puede tener una inductancia de unas pocas decenas de microhenries. Un devanado de motor grande con muchas vueltas alrededor de un núcleo de hierro puede tener una inductancia de cientos de henries. El tamaño físico de una inductancia también está relacionado con su transporte de corriente y su capacidad nominal de resistencia al voltaje.
El National Institute of Standards and Technology de Estados Unidos recomienda a los usuarios que escriban en inglés que utilicen el plural como henries.: 31 

## Aplicaciones
La inductancia de una bobina depende de su tamaño, del número de espiras y de la permeabilidad del material que la rodea. Existen fórmulas se puede utilizar para calcular la inductancia de muchos arreglos comunes de conductores, tales como cables paralelos, o un solenoide.  Una pequeña bobina con núcleo de aire utilizada para la sintonización de radio AM puede tener una inductancia de unas pocas decenas de microhenrios. Un gran bobinado de motor con muchas vueltas alrededor de un núcleo de hierro puede tener una inductancia de cientos de henrios. El tamaño físico de una inductancia también está relacionado con sus valores nominales de conducción de corriente y resistencia a la tensión.